# Metaconocimiento
El término metaconocimiento es un concepto que refiere al conocimiento que las personas poseen acerca de distintas clases de saberes entre los que se encuentran los procedimientos y las actitudes ante el aprendizaje.
El metaconocimiento, puede expresarse en la capacidad descriptiva de hechos o sucesos, y en la potestad de controlar y regular la aplicación de los conocimientos en un área determinada.
Si estas capacidades no han sido suficientemente desplegadas por el sujeto, puede inferirse como una causa del bajo nivel de aprendizaje y rendimiento escolar. Claro está que el metaconocimiento significa todo lo que has aprendido en el colegio y cómo lo usas.

## Características
En algunas oportunidades ha existido confusión entre los términos "metaconocimiento" y "metacognición". Si bien ambas concepciones abordan el aprendizaje desde una perspectiva dinámica y activa por parte del sujeto, el metaconocimiento guarda relación con la aplicación dada de los conceptos en una situación puntual, mientras que la metacognición hace referencia a la reflexión que realiza el individuo de su propio conocimiento, así como también de las estrategias que utiliza a la hora incorporar información.
Para evitar confusiones y con el fin de integrar ambas teorías, se ha optado por referirse a "conocimientos metacognitivos" y "experiencias metacognitivas", delimitando dos líneas de investigación que si bien difieren, se pueden complementar.

## Fundamento e investigación
Los estudios acerca del metaconocimiento han sido desarrollados en diferentes áreas de la investigación didáctica y pedagógica.
De hecho, han surgido una importante variedad de teorías a partir del estudio exhaustivo de las distintas competencias que las personas utilizan cuando aprenden a conceptualizar.
Por ejemplo, en estudios sobre comprensión de textos se han establecido conclusiones que vinculan el entendimiento de consignas con factores emocionales y  socioculturales, además de los aspectos  lingüísticos a considerar. A partir de la experiencia de aprendizaje del sujeto, que es personal y alberga una relación intrínseca con los conceptos incorporados, la posterior aplicación del saber en diferentes áreas será objeto de análisis por parte de las teorías ligadas al metaconocimiento.
Asimismo, pesquisas sobre el metaconocimiento han determinado la importancia en la mejora de las habilidades de aprendizaje en la formación a lo largo de la escolarización, como una forma de ampliar el desarrollo del individuo en lo relacionado con sus competencias académicas en la educación superior.